# Minne, l'ingénue libertine
Pour les articles homonymes, voir Minne (film).
Pour plus de détails, voir Fiche technique et Distribution.
Minne, l'ingénue libertine est une comédie psychologique française réalisée en 1950 par Jacqueline Audry, et adapté du roman de Colette, L'Ingénue libertine.

## Synopsis
Minne est une jeune fille de bonne famille, romanesque et naïve, qui trompe son ennui en rêvant aux apaches dont elle lit les aventures dans les journaux. Elle épouse sans amour son grand cousin Antoine qui est, lui, très amoureux. Insatisfaite, à la recherche du plaisir, elle trompe brièvement Antoine avec le baron Jacques Couderc, puis est proche de le tromper avec Maugis, un vieux beau. Mais un voyage à Monte-Carlo lui fait découvrir l'amour avec Antoine.

## Fiche technique
- Réalisation : Jacqueline Audry assisté de Jack Pinoteau
- Scénario et dialogues : Pierre Laroche, d'après Colette
- Costumes : Jacqueline Guyot
- Direction artistique : Raymond Druart
- Photographie : Marcel Grignon
- Musique : Vincent Scotto
- Montage : Marguerite Beaugé
- Producteur : Claude Dolbert
- Société de production : Codo-Cinéma
- Format : Noir et blanc - 1,37:1 - 35 mm - Son mono
- Genre : comédie
- Durée : 90 minutes
- Année de sortie : 
  - France : 1950
- Affiches : Jacques Bonneaud, Hervé Morvan (France)

## Distribution
- Danièle Delorme : Minne, une ingénue romanesque et farfelue qui oublie d'être adulte, même dans le mariage
- Franck Villard : Antoine, son mari doux et compréhensif
- Yolande Laffon : la mère de Minne
- Claude Nicot : Le baron Jacques Couderc
- Roland Armontel : l'oncle Paul
- Jean Tissier : Maugis, un vieux beau
- Charles Lemontier : Chaulieu
- Simone Paris : Irène Chaulieu
- Lucien Guervil : Camille
- Alexa : la chanteuse Polaire
- Mag-Avril : Mag Avril
- Charlotte Clasis : Célénie
- Marcel Mérovée : Léopold
- Pamela White : une invitée
- Jean Guélis : le frisé et Ramon
- Sylvain : le limier